# Rockwell (métro de Chicago)
Pour les articles homonymes, voir Rockwell.
Rockwell est une station de la ligne brune du métro de Chicago située au nord ouest  de la ville sur la Ravenswood Branch. Elle est située au niveau du sol à 400 mètres de Western à l’est et à 600 mètres de Francisco à l’ouest au niveau de la rivière Chicago. 
Rockwell est la dernière station de la ligne brune  en venant de Kimball au niveau du sol, elle continue ensuite sur un viaduc sur le reste de son itinéraire.

## Description
Inaugurée le 18 mai 1907 sur la Ravenswood Line par la Northwestern Elevated, Rockwell est semblable à Francisco. 
Vu la forte fréquentation de la ligne brune, il fut décidé d’augmenter la capacité des stations de la ligne en allongeant le quai et en repensant l’accès aux stations aussi bien pour les passagers que pour les rames. 
En conséquence, la Chicago Transit Authority (CTA) entama en 2006 la démolition de la station afin de la reconstruire sous une forme plus fonctionnelle et accueillante. La nouvelle entrée est une structure simple et moderne avec un cadre en acier, des murs de verre, et un toit voûté. La salle des guichets est plus grande, composée de plus de tourniquets d’entrée vers les quais et une rampe en pente douce permet également l’accès aux personnes à mobilité réduite. 
La nouvelle plate-forme permettant d’accueillir des rames de 8 wagons fut dotée d'une nouvelle terrasse en bois avec un nouvel éclairage moderne et une signalétique uniforme à la ligne brune. 
Rockwell fut rouverte le 16 août 2006 soit deux jours plus tôt que prévu par le cahier des charges. 454 943 passagers y ont transité en 2008.  

## Dessertes
| Nord/Ouest             |  |             |  | Sud/Est                             |
| ---------------------- |  | ----------- |  | ----------------------------------- |
| Francisco vers Kimball |  | ligne brune |  | Western vers Kimball via Clark/Lake |
| modifier sur Wikidata  |  |             |  |                                     |